# 100 Degrees Below Zero
Pour plus de détails, voir Fiche technique et Distribution.
100 Degrees Below Zero (en français : 100 dégrés en-dessous de zéro) est un film de science-fiction et un film catastrophe réalisé par R. D. Braunstein et produit par The Asylum, sorti en 2013. Le film est aussi connu sous le titre de Frozen apocalypse (en français : Apocalypse de Glace). C’est un mockbuster du film Le Jour d'après.

## Synopsis
Une série d’éruptions volcaniques en chaîne se propage en Europe et crée un gigantesque nuage de cendres, bloquant les rayons du soleil sur tout le continent et le plongeant dans une nouvelle ère glaciaire. Le compte à rebours a sonné pour échapper à la baisse mortelle des températures. Le colonel britannique Ralph Dillard commence donc à organiser une évacuation massive.
Un couple d’Américains, Steve Foster et sa femme Lacey, doivent s’envoler de Grande-Bretagne pour Paris, où ils doivent retrouver les enfants de Steve, Taryn et Ryan, qui y vont à l’université. Cependant, leur avion est cloué au sol en raison des conditions météorologiques. Ils appellent Taryn et Ryan et leur annoncent la nouvelle. Peu après, des grêlons géants commencent à tomber du ciel, ce qui blesse Ryan. Un tremblement de terre de magnitude 8,4 se produit bientôt, cassant le téléphone de Ryan, et Taryn perd la connexion. Steve et Lacey décident d’aller chercher les enfants et les faire sortir de Paris avant qu’ils ne gèlent à mort. Ils louent une voiture afin de les rejoindre.
Taryn et Ryan cherchent de la chaleur dans un hôtel abandonné, où ils trouvent un homme essayant de récupérer des documents. Ils tombent dans le sous-sol, mais ils parviennent à revenir au niveau du sol peu de temps après. Une réplique du séisme se produit alors que Ryan touche les câbles de l’ascenseur, l’électrocutant. Taryn trouve un défibrillateur, et l’homme qui récupérait des documents l’utilise pour ranimer Ryan. Steve et Lacey réussissent alors à rappeler Taryn, et les deux groupes décident de se retrouver à la Tour Eiffel.
Taryn et Ryan arrivent dans un magasin de vêtements. Ils trouvent deux manteaux de fourrure, mais le propriétaire du magasin, Stuart, exige qu’ils lui paient une grosse somme d’argent. Alors que Taryn et Ryan tentent de partir, Stuart les tient sous la menace d’une arme. Un autre tremblement de terre se produit alors. Stuart est écrasé sous une étagère. Taryn se retrouve coincée sous la même étagère, mais Ryan parvient à la sauver.
Pendant ce temps, Steve et Lacey commencent à traverser un tunnel sous-marin, mais l’eau commence rapidement à s’y infiltrer, et ils s’en sortent juste avant d’être engloutis. Steve contacte alors Dillard, qui est un vieil ami de guerre. Dillard leur donne des indications pour se rendre à une base aérienne où ils peuvent obtenir un hélicoptère. Dillard organise également leur retour à sa base militaire pour l’évacuation. Steve et Lacey atteignent bientôt la base aérienne et commencent à voler vers la Tour Eiffel.
Taryn et Ryan sont récupérés par les soldats de la garde nationale qui tentent d’évacuer les survivants, mais leur voiture s’écrase rapidement, tuant les gardes nationaux. Taryn et Ryan continuent leur voyage vers la Tour Eiffel, avec une Française nommée Angélique qui se joint à eux. Ils parviennent à voler des vélos, mais ensuite un groupe de voyous vole leurs vélos et leurs manteaux peu de temps avant d’atteindre la Tour Eiffel. Ils grimpent près du sommet de la tour, où ils voient arriver Steve et Lacey. Steve et Lacey utilisent une tyrolienne improvisée pour les faire monter dans l’hélicoptère. Ils atterrissent ensuite à la base du colonel Dillard, et montent à bord d’un avion de transport pour leur évacuation hors de la zone sinistrée.

## Distribution
- Jeff Fahey : Steve Foster
- Sara Malakul Lane : Taryn Foster
- Marc McKevitt Ewins : Ryan Foster
- John Rhys-Davies : Colonel Ralph Dillard[1]
- Ivan Chamberlain : Dr Goldschein
- Luke Healy : Lieutenant Perkins
- Judith Black : Lacey
- Zsófi Trecskó : Angelique
- Fru Roszil : Ana
- Peter Link : Pilote du C-160
- Andrew Korcsmáros : Philippe, soldat français
- Tamás Deák : Stuart le fourreur
- Declan Hannigan : Agent du canal
- Thomas Polish : Claude
- Zoltan Erdelyi : Garde du canal
- Csaba Gerner : Voyou #1
- Lajos Kalmár : voyou #2
- Steve Carlson : Frank
- Gabor F. Gabriel : Vieux monsieur
- Maximilien Elfeldt : Lieutenant Redding
- Andray Johnson : Chef Dawson
- Jordan James Smith : Dr Oppemheim
- Richard Schenkman : Scientifique américain[2]

## Accueil

### Réception critique
Le film a obtenu une note de 7% sur Rotten Tomatoes.
Les critiques des spectateurs sont globalement négatives. Ce film catastrophe s'inscrit dans la lignée de Le Jour d'Après et autres films apocalyptiques, mais son petit budget transparaît en permanence. Les principaux points reprochés au film sont :
- Un scénario aux ficelles grossières, avec des situations insensées, des personnages caricaturaux, des dialogues qui en deviennent risibles tellement c'est mauvais.
- Les acteurs très mauvais (ils jouent très mal le fait d'avoir froid).
- La pauvreté des effets spéciaux (la caméra tremble pour simuler un tremblement de terre, en faisant tomber un bout de décor au passage).
- La photographie aux teintes grisâtres assez moches.

## Analyse

### Erreurs et incohérences
Les spectateurs ont été particulièrement frappés par le fait que le film est supposé se passer à Paris, mais il n’y a que deux ou trois plans de la vraie « ville lumière ». Hormis la scène sur la Tour Eiffel, les décors ne correspondent pas à Paris, les rues et bâtiments sont visiblement ceux d’une ville d'Europe de l'Est (le film a été tourné en Hongrie). Les plaques d'immatriculation des voitures ne sont pas françaises, l'hélicoptère de l'armée est un hélicoptère de fabrication soviétique avec l'étoile rouge dessus. Les militaires français sont habillés comme des Britanniques.
Entre autres invraisemblances :
- Quand il tombe quelque chose, énormes grêlons ou blocs de pierre, c'est uniquement autour des héros, jamais un peu plus loin dans la rue.
- On voit des fissures apparaitre sur les immeubles mais aucun ne s'écroule. Le seul bâtiment qui tombe dans le film est la tour Eiffel qui chute sur l'Arc de Triomphe.
- Il fait très froid mais on ne voit pas d'étendues gelées : il neige, une neige qui recouvre tout d'un épais manteau dans la campagne autour de Paris mais pas un millimètre dans ses rues[3].

## Autour du film

### Suite
Le film a eu une suite en 2014, intitulée Apocalypse Pompeii.